# Кладу, Эвангелия
Эвангелия Кладу (греч.  Ευαγγελία Κλάδου , Аногия 1919 — 6 декабря 1949) — греческая политическая деятельница, участница антифашистского Сопротивления, член Коммунистической партии Греции и регионального партийного Бюро Крита. Участница Гражданской войны в Греции, после официального окончания которой Кладу и погибла. Именуется «Последняя партизанка Крита».

## Детство и молодость
Вангела, как её именовали на своём говоре земляки, родилась в городке Аногия, нома Ретимни острова Крит в 1919 году.
Отец был почтовым служащим. Семья была многодетной (6 детей) и бедной.
Вангела была способной ученицей, и, по окончании школы, родители, при содействии родственников, отправили её на учёбу в Афины.
Эвангелия не сумела поступить в Афинский университет, но поступила в женскую педагогическую школу «Арсакион». Здесь, в годы диктатуры генерала И. Метаксаса, она подверглась влиянию коммунистической идеологии.
Окончила педагогическую школу с отличием в 1940 году.
По возвращении на Крит, в сентябре 1940 года и за месяц до начала греко-итальянской войны, была назначена учительницей в село Мириокефала.
Греческие победы в этой войне вызвали вмешательство Гитлеровской Германии, которая пришла на помощь своим союзникам. Немецкое вторжение в Грецию завершилось сражением за Крит в мае 1941 года.

## Участие в Сопротивлении
После сражения за Крит, село Мириокефала неожиданно получило стратегическое значение, став одним из ключевых пунктов для британских и греческих солдат, пытавшихся переправиться в Египет.
Как пишет брат Евангелии, Георгиос Кладос, в дальнейшем ставший мэром Аногиа, "Первым актом участия Эвангелии в Сопротивлении была помощь оказанная ею союзным солдатам в их попытке покинуть Крит.
Через многие годы, один из спасённых ею новозеландских солдат пожелал выйти на связь с ней. Письмо прибыло в Аногиа, но семье вручено не было. Оно было возвращено с пометкой «умерла».
Евангелия также оказала содействие в спасении многих греческих офицеров, отправив их к своим родственникам в Аногиа.
В 1942 году Евангелия в вступила в компартию Греции и стала, последовательно, членом райкома партии нома Ретимни, секретарём райкома, а затем членом партийного комитета всего Крита, ответственная за работу с женщинами и материальную поддержку Сопротивления через организацию Национальная Солидарность.
Она также стала ответственной за издание газеты «Свободная Критянка».
В 1944 году она была вынуждена уйти в подполье и вступила в вооружённый отряд Народно-освободительной армии Греции (ЭЛАС), руководимый коммунистом Георгием Сбокосом.
Её деятельность, граничившая с легендой, обеспечила ей заметное место в истории Сопротивления на Крите. Почти все ветераны Сопротивления на острове упоминают её в своих мемуарах.
Алекос Матьюдакис в своих мемуарах посвящает ей целую главу.

## Последние месяцы войны
Историк Георгиос Маргаритис отмечает что: «Свобода с опозданием пришла на Крит». Немцы окопались на западе острова, сохраняя так называемую «Цитадель Крит» и после окончания войны.
Англичане попросили немецкий гарнизон оставаться вооружённым и в боевом состоянии на несколько недель после 9 мая, до июня 1945 года, с тем чтобы их оружие не попало в руки партизан Народно-освободительной армии Греции (ЭЛАС).
После декабрьских боёв 1944 года в Афинах, между британской армией и городскими отрядами ЭЛАС, в Варкизском соглашении января 1945 года была сделана оговорка, что части ЭЛАС на острове будут разоружены после сдачи немцев.
Немецкие части на Крите стали последними частями Вермахта сдавшимися союзникам.
Эта особенность не избавила остров от антикоммунистической истерии и «белого террора», охватившего всю страну после Варизского соглашения.

## Гражданская война

Топографическая карта Крита

Благодаря негласному мораторию между левыми и правыми силами на Крите после декабрьских событий 1944 года в Афинах, два последующих года на острове прошли относительно спокойно.
Несмотря на это, Эвангелия не могла вернуться на своё рабочее место, не подписав унизительного отречения от своих идей. Вместо этого она уехала в Ханья, работая в городской партийной организации.
Но уже с декабря 1944 и января 1945 года были отмечены террористические атаки т. н. Национальной Организации Рефимна (ΕΟΡ) против членов компартии и бывших участников Сопротивления, и даже против целого села Коксаре в Ретимни.
Эта атмосфера гражданской войны стала распространяться на весь остров.
Хотя позиции монархистов на Крите никогда не были сильными, сторонники партии либералов, которые господствовали на острове, с одной стороны провозглашали «примирение», с другой стороны стремились подавить своих политических противников коммунистической и левой ориентации.
Крестьянские и рабочие выступления марта 1946 года обеспокоили правительство в Афинах и местных политиков.
Эвангелия, вместе с Еленой Коколаки, была арестована как инициатор крестьянского выступления.
Их ссылка была отменена после выступлений населения региона.
После забастовки марта 1947 года Эвангелия и другие коммунисты Ханья, которым угрожало убийство антикоммунистическими бандами, ушли в подполье.
Продолжающийся террор против коммунистов и бывших участников Сопротивления привёл к концу 1946 года к открытой гражданской войне в горах континентальной Греции.
После создания Демократической армии правительство предприняло специальные превентивные меры для Крита.
Было предусмотрено что на Крит, в качестве «сапёров», будут ссылаться «национально неблагонадёжные солдаты» королевской армии, в то время как с другой стороны, молодёжь Крита массово мобилизовывалась для участия в войне против Демократической армии на континенте.
Партийные организации на острове оказались в трудном положении. Члены Единой всегреческой организации молодёжи мобилизовывались для участия в войне против своих товарищей, в то время как «сапёры» не выдержав издевательств организовали мятеж,
На остров для организации частей Демократической армии, вернулся партизанский командир Яннис Подиас.
Демократическая армия начала свою деятельность на Крите в апреле 1947 году. Первые успехи были впечатляющими. 9 мая был занят город Иерапетра.
11 мая 1947 года деятели монархистов и партии либералов на острове провозгласили войну до конца против Демократической армии на Крите.
В последующие месяцы 1947 и 1948 года бои приняли широкий размах.
Демократическая армия добилась новых успехов в Лакки, на аэродроме Малеме, в Хрисопиги, в Агиа и установила свободную зону в Самарийском ущелье и на хребте Лефка-Ори.
Однако части Демократической армии на острове не имели никакой поддержки извне и их проблемы были неразрешимы. Одновременно, противник располагал всеми возможностями для переброски подкреплений на остров.
После смерти Янниса Подиаса у подножия горы Ида, части Демократической армии ушли из Центрального Крита на запад острова.
Банды монархистов демонстрировали населению отрубленные головы и тела убитых партизан, как и единственную руку Подиаса (Яннис Подиас лишился руки в годы оккупации).

## Эвангелия Кладу в Демократической армии

Эмблема Демократической армии Греции

С созданием частей Демократической армии на острове, Эвангелия первоначально находилась в политическом руководстве, а затем, в период 1947-48, под партизанским псевдонимом Мария, приняла командную должность и приняла непосредственное участие в боях.
Борьба на острове с самого начала была неравной. В большом сражении в Самарийском ущелье в июне 1948 года части Демократической армии Западного Крита были разгромлены.
26 октября в засаде были убиты секретарь партийной организации Крита Г. Цитилос и член ЦК компартии Греции Д. Макридакис.
В конечном итоге, на западе Крита остались только 30 бойцов Демократической армии, среди которых Эвангелия последним живым партийным руководителем и членом областного бюро Крита компартии Греции.
Эвангелия возглавила руководство героической и неравной борьбы, целью которой в этих условиях могло быть только выживание партизан.

## Смерть Эвангелии
Демократическая армия на континенте прекратила военные действия в августе 1949 года и вывела свои части в Албанию.
Между тем, разрозненные отряды на континенте и островах не сдавались и продолжали свою отчаянную борьбу на выживание.
6 декабря 1949 года, через 3 месяца после официального завершения Гражданской войны, Эвангелия возглавляла группу 6 выживших бойцов Демократической армии направлявшихся из региона Карес Апокоронос к малоизвестной пещере в Анафиндохалара. На рассвете группа нашла пещеру, но не успев разжечь огонь была окружена.
Группа ринулась на прорыв. Эвангелия была ранена и затем согласно свидетельству выжившей партизанки Аргиро Коеоли, сама подставила себя пулям, чтобы не попасть в плен.
Четырём партизанам удалось прорваться.
Головы Эвангелии и Цагаракиса были отрублены, пополнив постыдную «хронику отрубленных голов» и были выставлены на обозрение в окрестных сёлах.
Немногочисленные бойцы Демократической армии продолжали скрываться в горах более десяти лет.
Шести из них удалось бежать с острова в восточно-европейские страны в 1961 году.
Последние два из бывших партизан Демократической армии на острове и во всей Греции, С. Блазакис и Г. Дзобанакис, спустились с гор Крита только в 1975 (!) году, после падения военного режима.
Кости Эвангелии были найдены почти через 30 лет, в августе 1978 года, её братом Георгием Кладосом и несколькими оставшимися в живых боевыми товарищами.
Останки были захоронены в Аногиа с подобающими почестями.
Именем Эванелии Кладу была названа улица в Аногиа.
Ей посвящено стихотворение поэтессы Риты Буби-Папа «Эвангелия Прекрасная», «которая не удосужилась и в зеркало взглянуть».